# Naohiro Takahara
Naohiro Takahara (n. 4 iunie 1979) este un fotbalist japonez.

## Statistici
| Japonia | Japonia | Japonia |
| An      | Meciuri | Goluri  |
| ------- | ------- | ------- |
| 2000    | 11      | 8       |
| 2001    | 4       | 0       |
| 2002    | 4       | 1       |
| 2003    | 8       | 2       |
| 2004    | 5       | 1       |
| 2005    | 7       | 2       |
| 2006    | 5       | 3       |
| 2007    | 9       | 6       |
| 2008    | 4       | 0       |
| Total   | 57      | 23      |